# Iwan Andrejewitsch Maljutin

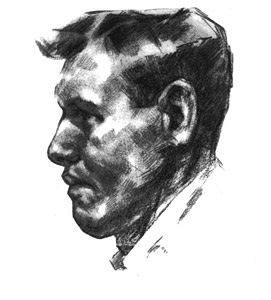
Iwan Andrejewitsch Maljutin (Selbstporträt)

Iwan Andrejewitsch Maljutin (russisch Иван Андреевич Малютин; * um 1890; † 1932 in Moskau) war ein russischer Maler, Karikaturist und Plakatkünstler.
Maljutin absolvierte bis 1911 die Stroganow-Kunstschule. Er arbeitete für das Bolschoi-Theater und die Zimin-Oper. Im Kollektiv mit Michail Tscheremnych und Wladimir Majakowski gehörte er in den 1920ern zu den Hauptgestaltern der Rosta-Fenster.